# British Horseracing Authority
 (novembre 2012).
La British Horseracing Authority (BHA) est l’autorité de régulation des courses hippiques en Grande-Bretagne. Elle est née le 31 juillet 2007 de la fusion entre la British Horseracing Board (BHB) et de la Horseracing Regulatory Authority (HRA).
Elle est chargée de faire appliquer un code de règles relatifs aux courses hippiques pendant les compétitions et dans le domaine extra-sportif.

## Activités
Une des responsabilités clé de l’autorité de régulation est de garantir l’intégrité de son sport.
Elle est chargée de l’arbitrage disciplinaire des courses hippiques. La BHA impose une réglementation stricte aux  acteurs du monde hippique (jockeys, entraineur, propriétaire et leur entourage) en termes d’éthique. Par exemple, elle a introduit de nouvelles méthodes de détection de produits dopants en utilisant les crins des chevaux. Ces derniers pouvant contenir la preuve d'usage de stéroïdes anabolisants.
Ses activités incluent également la surveillance en temps réel des paris pour déceler des opérations suspectes.
La British Horseracing Authority a néanmoins connus quelques échecs comme la tentative d'introduire une nouvelle réglementation visant à réduire l'usage des cravaches dans les 200 derniers mètres de plat ou après le dernier obstacle. Après les sanctions reçues par plusieurs jockeys dont Christophe Soumillon, la menace d'une grève avait fait reculer la BHA.

## Procédures disciplinaires
En 2010 la BHA sanctionna un entraîneur par une amende de 10 400 livres pour ne pas avoir obéi aux injonctions des vétérinaires à la suite de la blessure d'un poulain au cours d'une épreuve.